# Joyce Muniz

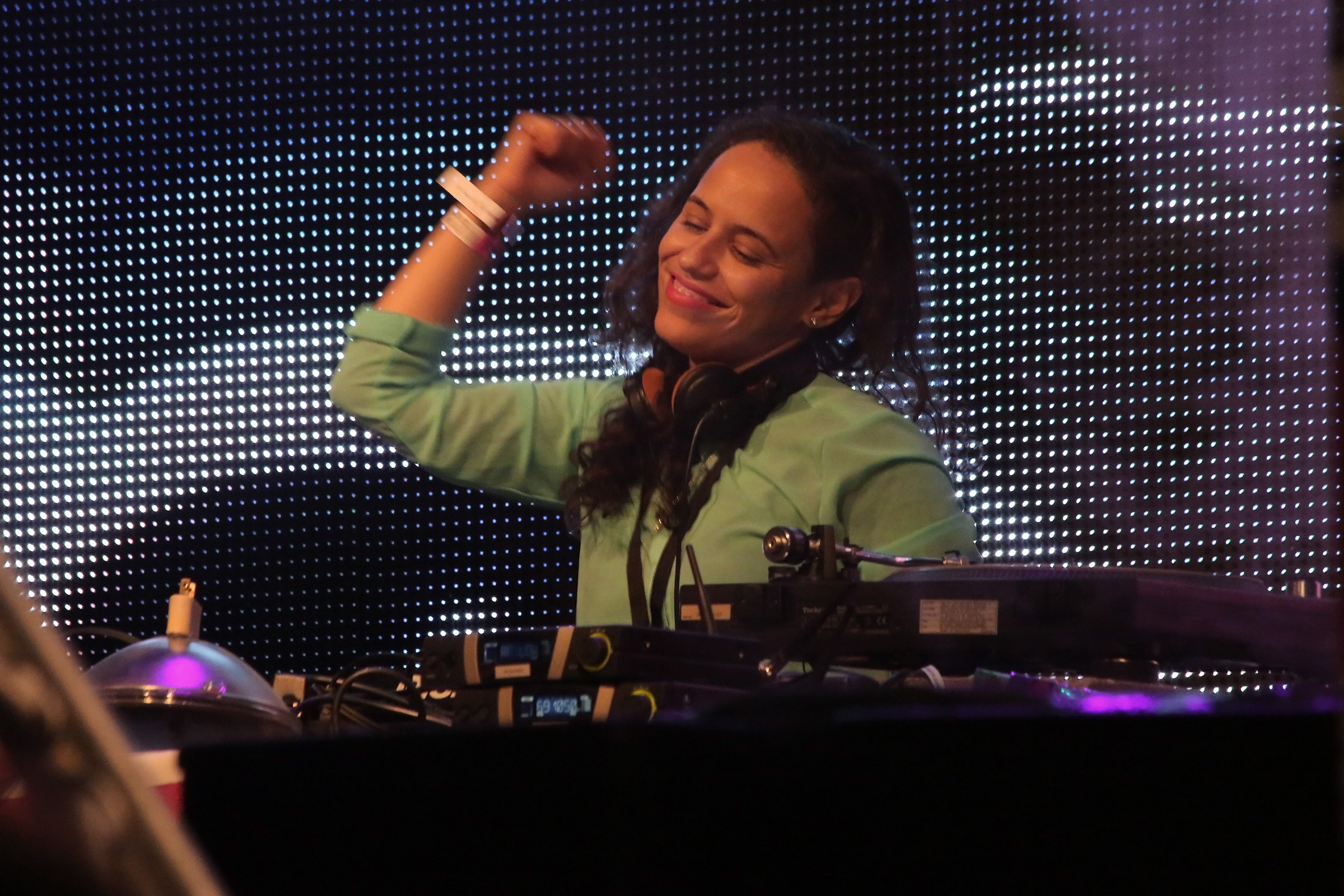
Joyce Muniz (Donauinselfest 2013)

Joyce Muniz (* 28. August 1983 in São Paulo) ist eine in Wien lebende brasilianisch-österreichische DJ, Sängerin und Musikproduzentin.

## Leben
Nachdem sie mit 16 das erste Mal auftrat, arbeitete sie als DJ und Sängerin in mehreren Produktionen mit. Es folgten Beiträge auf Veröffentlichungen von Labels wie G-Stone oder Klein Records. 2010 erreichte sie mit dem Wiener Rapper Skero mit der Nummer Kabinenparty die österreichischen Singlecharts.
Joyce Muniz ist eine der Protagonistinnen in der ARD Reportage-Serie Call me DJ!, bei der das Leben weiblicher DJs in einer männlich dominierten Musikbranche sichtbar gemacht wird. Muniz erzählt darin über ihre Arbeit als DJ in der Technokultur.

## Auszeichnungen
- 2010: Amadeus für Kabinenparty als Song des Jahres